# Martin Eden (2019)
Martin Eden ist ein Filmdrama von Pietro Marcello, das am 2. September 2019 im Rahmen der Filmfestspiele von Venedig seine Weltpremiere feierte und im gleichen Monat beim Toronto International Film Festival gezeigt wurde. Der Kinostart in Deutschland erfolgte am 26. August 2021. Der Film basiert auf dem gleichnamigen Roman von Jack London.

## Handlung
Martin Eden, ein junger Mann proletarischer Herkunft, will diese hinter sich lassen. Hierzu versucht er, das Herz einer jungen Frau aus der oberen, gebildeten und kultivierten Schicht zu erobern. Auch wenn er sein eigentliches Ziel, ein erfolgreicher Schriftsteller zu werden, erreicht, zerstört ihn der zunehmende Individualismus des 20. Jahrhunderts. Hieran kann auch die Begegnung mit dem an Tuberkulose leidenden Philosophen Russ Brissenden nichts ändern, durch die er begonnen hatte, sich mit den Gedanken und Formen des Sozialismus zu beschäftigen, und die Thesen Herbert Spencers kennenlernte.

## Literarische Vorlage
Martin Eden gilt als eines der größten Werke von Jack London. Der zum Teil autobiografische Roman erschien erstmals im Jahr 1909 und erzählt die Geschichte eines ungebildeten, ungehobelten, jedoch weltklugen jungen Mannes, der glaubt, einzig durch das Erlangen von Bildung und Respekt die Zuneigung eines Mädchens aus der gehobenen Schicht gewinnen zu können. Später entschließt er sich, fortan als Schriftsteller zu leben, verfeinert seine Sprache und schreibt fiktive und autobiografische Geschichten von einer Vergangenheit als Seemann. Der Roman, in dem London seine Erfahrungen in einer Welt verarbeitete, die er als scheinheilig und verlogen wahrnahm, gilt inzwischen als sein bedeutendstes Werk.

## Produktion
Regie führte der Italiener Pietro Marcello, der gemeinsam mit Maurizio Braucci auch Londons Roman frei für den Film adaptierte. Der Film erhielt eine Produktionsförderung (Aide aux Cinémas du Monde) vom CNC – Institut français und von der Mitteldeutschen Medienförderung in Höhe von 200.000 Euro. Luca Marinelli ist in der Titelrolle von Martin Eden zu sehen. Die Dreharbeiten fanden von Mitte Mai bis Mitte Dezember 2018 in Neapel statt. Die Filmmusik komponierten Marco Messina und Sacha Ricci. Der Soundtrack wurde Mitte November 2019 von RaiCom als Download veröffentlicht.
Die Premiere erfolgte am 2. September 2019 im Rahmen der Filmfestspiele von Venedig. Im September 2019 wurde er auch im Rahmen des Toronto International Film Festivals als Abschlussfilm in der Sektion Platform vorgestellt. Ende September, Anfang Oktober 2019 wurde er beim New York Film Festival und beim Filmfest Hamburg gezeigt, im gleichen Monat beim London Film Festival. Im Januar 2020 wurde er beim Palm Springs International Film Festival gezeigt. Mitte September 2020 wurde er im Rahmen der Filmkunstmesse Leipzig vorgestellt.
Ein Kinostart in Deutschland war am 8. April 2021 geplant, bevor dieser aufgrund des anhaltenden Lockdowns im Zuge der Corona-Pandemie zunächst auf den 20. Mai 2021 und schließlich auf den 26. August 2021 verschoben wurde.

## Rezeption

### Kritiken
Von den bei Rotten Tomatoes aufgeführten Kritiken sind 87 Prozent eher positiv mit einer durchschnittlichen Bewertung von 7,5 von möglichen 10 Punkten. Zudem landete Martin Eden im IndieWire Critics Poll 2020 auf dem 9. Platz der besten Filme und auf Platz 5 der besten internationalen Filme des Jahres.
Michael Meyns von der Gilde deutscher Filmkunsttheater schreibt, von den ersten Bildern an durchziehe eine seltsame Zeitlosigkeit das Geschehen, wodurch es schwer falle, die Bilder einer bestimmten Ära zuzuordnen. Unweigerlich suche man nach Zeichen, nach Kleidung, nach Ausstattungsmerkmalen, die den Film eindeutig dieser oder jener Ära zuordnen würden, doch vergebens. Zusammengehalten werde dieses bewusst irritierende Spiel mit der Zeit zum einen durch die physische Präsenz des Hauptdarstellers Luca Marinelli, zum anderen durch den Gedanken, dass das Individuum unweigerlich daran scheitert, sich gegen die Strukturen der Gesellschaft durchzusetzen: „Nicht Martin Eden verändert durch seinen Ruhm die Gesellschaft, sondern die Gesellschaft verändert ihn. Seine sozialistischen Gedanken gehen verloren, sobald er selbst Teil der sozialen Schicht wird, die er eigentlich ablehnt.“

### Einsatz im Unterricht
Das Onlineportal kinofenster.de empfiehlt Martin Eden ab der 11. Klasse für die Unterrichtsfächer Deutsch, Politik, Geschichte, Kunst und Ethik und bietet Materialien zum Film für den Unterricht. Dort schreibt Philipp Bühler, im Deutschunterricht könne analysiert werden, inwiefern sich die narzisstischen und selbstzerstörerischen Züge der komplexen Titelfigur schon früher zeigen, etwa in Martins Umgang mit Gönnern und insbesondere Frauen. Im Hinblick auf den zeitgeschichtlichen Kontext der Erzählung lasse sich im Politikunterricht deren universaler Anspruch diskutieren.

### Auszeichnungen
Martin Eden erhielt folgende Auszeichnungen und Nominierungen:
David di Donatello 2020
- Auszeichnung für das Beste adaptierte Drehbuch (Maurizio Braucci und Pietro Marcello)
- Nominierung als Bester Film (Pietro Marcello)
- Nominierung für die Beste Regie Pietro Marcello
- Nominierung als Beste Produzenten (Pietro Marcello, Beppe Caschetto, Thomas Ordonneau, Michael Weber, Viola Fügen)
- Nominierung als Bester Hauptdarsteller (Luca Marinelli)
- Nominierung für die Beste Kamera (Francesco Di Giacomo)
- Nominierung für die Besten Kostüme (Andrea Cavalletto)
- Nominierung für die Besten Frisuren (Daniela Tartari)
- Nominierung für den Besten Filmschnitt (Aline Hervé und Fabrizio Federico)
- Nominierung für den Besten Ton (Denny de Angelis, Simone Panetta, Stefano Grosso und Michael Kaczmarek)[17]

Europäischer Filmpreis 2020
- Nominierung als Bester Film
- Nominierung für die Beste Regie (Pietro Marcello)
- Nominierung für das Beste Drehbuch (Pietro Marcello und Maurizio Braucci)
- Nominierung als Bester Darsteller (Luca Marinelli)[18]

European Film Festival Sevilla 2019
- Auszeichnung mit dem Golden Giraldillo (Pietro Marcello)[19]

Gotham Awards 2021
- Nominierung als Bester internationaler Spielfilm[20]

Haifa International Film Festival 2019
- Nominierung im Golden Anchor Competition for Debuts (Pietro Marcello)[21]

Internationale Filmfestspiele von Venedig 2019
- Nominierung für den Goldenen Löwen (Pietro Marcello).
- Auszeichnung als Bester Darsteller – Coppa Volpi (Luca Marinelli)
- Auszeichnung mit dem ARCA CinemaGiovani Award (Pietro Marcello)
- Auszeichnung mit dem La Pellicola d’Oro Award – Best Stage Combat Expert (Emiliano Novelli)
- Auszeichnung mit dem La Pellicola d’Oro Award – Best Costume Designer (Gabriella Lo Faro)

Los Angeles Film Critics Association Awards 2020
- Runner-Up als Bester fremdsprachiger Film[22]

Toronto International Film Festival 2019
- Auszeichnung mit dem Platform Prize (Pietro Marcello)